# Spanish Harlem Incident
«Spanish Harlem Incident» es una canción del músico estadounidense Bob Dylan, publicada en su cuarto álbum de estudio, Another Side of Bob Dylan (1964).
Los críticos han alabado “Spanish Harlem Incident” por sus dimensiones poéticas dispuestas en varias capas. Tim Riley escribe: "Spanish Harlem Incident" es un nuevo romance que pretende ser corto y dulce, pero es un ejemplo de cómo Dylan empieza a usar emparejados de palabras poco comunes para evocar los misterios de la intimidad ... sus 'agitados tambores' tocan sus 'incansables palmas'; sus 'ojos color perla' y 'sus dientes brillantes como el diamante' en su 'pálida cara'.
La canción fue versionada por The Byrds en 1965.